# Église Saint-Pierre de Saint-Pierre d'Irube
 (février 2025).
Si vous disposez d'ouvrages ou d'articles de référence ou si vous connaissez des sites web de qualité traitant du thème abordé ici, merci de compléter l'article en donnant les références utiles à sa vérifiabilité et en les liant à la section « Notes et références ».
L'église Saint-Pierre de Saint-Pierre d'Irube est une église de style labourdin située à Saint-Pierre d'Irube dans les Pyrénées-Atlantiques. Dédiée à l'Apôtre Pierre, elle dépend du diocèse de Bayonne, Lescar et Oloron et appartient à la paroisse Saint-Pierre de Nive-Adour.
L’édifice fait partie des soixante-treize églises du diocèse de Bayonne consacrée à saint Pierre.

## Historique
La date de construction de l'église Saint-Pierre est incertaine. La paroisse d'Iruber, attestée en 1249 dans les Archives de Navarre, possédait vraisemblablement une chapelle. Une délibération du Corps de ville de Bayonne du 2 octobre 1482 prouve qu’une église existait à Saint-Pierre d’Irube.
Elle fut régulièrement citée dans les archives du XVIIe siècle. Des travaux fréquents et parfois importants la modifièrent sensiblement au XVIIIe siècle. Après la Révolution française, l’église était ruinée comme le notait le maire de l’époque Salvat Dassance.
Il existe au cimetière cinq stèles ou fragments de stèles discoïdales, ainsi qu’un morceau de croix ancienne. En 1980, un fragment de stèle a été mis au jour dans la benoîterie lors de travaux d’aménagement. Ces stèles, fragments, croix sont aujourd’hui recensés par l’association « Lauburu » et sont protégés.

## Architecture

### Architecture extérieure
L'église Saint-Pierre est un édifice de style labourdin.
L'église est un édifice de plan basilical, avec une nef unique et un chœur. Elle est construite en pierre de taille, avec des arcs brisés et des vitraux colorés. La façade occidentale est ornée d'un portail gothique, surmonté d'une rose.

#### La particularité de l'église
La particularité de l'église Saint-Pierre réside dans son décor sculpté. La façade occidentale est richement décorée de motifs sculptés, dont des arcatures, des frises et des chapiteaux. Les chapiteaux sont sculptés de motifs végétaux, géométriques et figuratifs, dont des animaux, des hommes et des scènes bibliques.

## L'intérieur de l'église
L'intérieur de l'église est également remarquable. La nef est voûtée en croisée d'ogives, et les murs sont décorés de vitraux du XIIIe siècle. Les vitraux représentent des scènes de la vie du Christ, de la Vierge Marie et de saint Pierre.

## Protection et label
L'église n'est inscrite aux monuments historiques contrairement à sa benoîterie, seul édifice classé de la commune.